# 蝘蜓座S
蝘蜓座S，又名CP-76 767，HD 117360、SAO 257060、HR 5082，是蝘蜓座的一颗恒星，视星等为6.48，位于銀經305.25，銀緯-14.88，其B1900.0坐标为赤經13h 24m 33.3s，赤緯-77° -14.88′ 59″。